# Ígor Stravinski

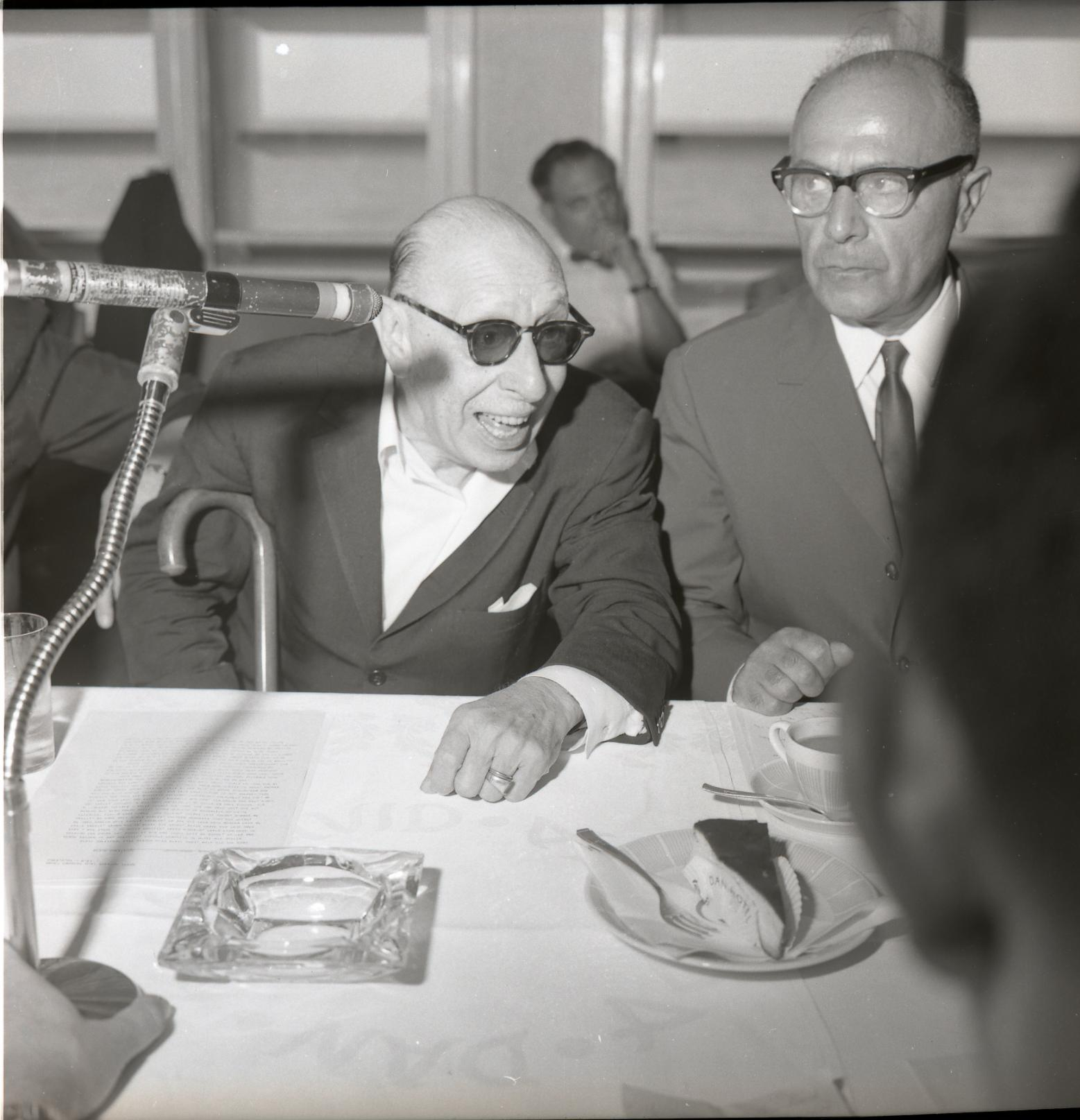
Stravinski en 1962

Ígor Fiódorovich Stravinski (en ruso: Игорь Фёдорович Стравинский; Oranienbaum, gobernación de San Petersburgo, 17 de junio de 1882-Nueva York, 6 de abril de 1971) fue un compositor y director de orquesta ruso y uno de los músicos más importantes y trascendentales del siglo XX.
Su larga vida  le permitió conocer gran variedad de corrientes musicales. Resultan justificadas sus protestas contra quienes lo tildaban de músico del porvenir: «Es algo absurdo. No vivo en el pasado ni en el futuro. Estoy en el presente». En su presente compuso una gran cantidad de obras clásicas abordando varios estilos como el primitivismo, el neoclasicismo y el serialismo, pero es conocido mundialmente sobre todo por tres obras de uno de sus períodos iniciales —el llamado «período ruso»—: El pájaro de fuego (L'Oiseau de feu, 1910), Petrushka (1911) y La consagración de la primavera (Le sacre du printemps, 1913). Para muchos, estos ballets clásicos, atrevidos e innovadores, prácticamente reinventaron el género. Stravinski también escribió para diversos tipos de conjuntos en un amplio espectro de formas clásicas, desde óperas y sinfonías a pequeñas piezas para piano y obras para grupos de jazz.
Stravinski también alcanzó fama como pianista y director, frecuentemente de sus propias composiciones. Fue también escritor; con la ayuda de Alexis Roland-Manuel, Stravinski compiló un trabajo teórico titulado Poetics of Music (Poética musical), en el cual dijo una famosa frase: «La música es incapaz de expresar nada por sí misma». Robert Craft tuvo varias entrevistas con el compositor, las cuales fueron publicadas como Conversations with Stravinsky.
Esencialmente un ruso cosmopolita, Stravinski fue uno de los compositores y artistas más influyentes de la música del siglo XX, tanto en Occidente como en su tierra natal. Fue considerado por la revista Time como una de las personalidades más influyentes del siglo XX.

## Biografía
Stravinski nació el 17 de junio de 1882 en Oranienbaum (hoy Lomonósov), gobernación de San Petersburgo, Imperio ruso. Creció al cuidado de su padre y hermana mayor, y su primera infancia fue una mezcla de experiencias que revelaban poco al artista cosmopolita que llegaría a ser. Si bien su padre, Fiódor Stravinski, era cantante de ópera (bajo) en el Teatro Mariinski, Stravinski inició los estudios de Derecho, que tiempo después cambiaría por la composición. En 1902, a los 20 años, Stravinski se convirtió en alumno de Nikolái Rimski-Kórsakov, probablemente el compositor ruso más importante de su tiempo. Una de sus obras de estudiante, Feu d'artifice (fuegos artificiales), impresionó a Serguéi Diáguilev, que encargó a Stravinski varias orquestaciones y luego un ballet completo, El pájaro de fuego.

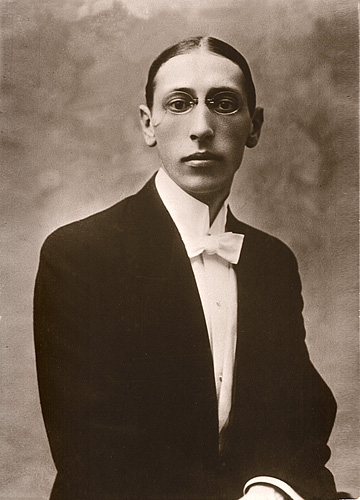
Ígor Stravinski en 1903.

Stravinski dejó Rusia por primera vez en 1910, para asistir en París al estreno de su ballet El pájaro de fuego por los Ballets Rusos. Durante su estancia en dicha ciudad compuso dos obras más para los Ballets Rusos: Petrushka (1911) y La consagración de la primavera (1913). Los ballets revelan el desarrollo estilístico del compositor: desde El pájaro de fuego, cuyo estilo muestra la poderosa influencia de Rimski-Kórsakov, a Petrushka con su fuerte énfasis bitonal, para llegar finalmente a la salvaje disonancia polifónica de La consagración de la primavera. Como Stravinski mencionó acerca de sus estrenos, su intención era «mandar todo al demonio» (y lo logró: el estreno de La consagración de la primavera en 1913 fue probablemente el más famoso escándalo en la historia de la música, con luchas a puñetazos entre los miembros del público y la necesidad de vigilancia policial durante el segundo acto).
Stravinski desplegó en su vida un deseo inagotable de leer y explorar el arte y la literatura. Este deseo se manifestó en algunas de sus colaboraciones en París. No solo fue el compositor principal para Serguéi Diáguilev de los Ballets Rusos, sino que también colaboró con Pablo Picasso (Pulcinella, 1920), Jean Cocteau (Oedipus Rex, 1927) y George Balanchine (Apollon Musagete, 1928).
Relativamente pequeño de estatura y no convencionalmente atractivo, Stravinski no era fotogénico, como muchas fotos lo demuestran. Todavía era joven cuando, el 23 de enero de 1906, se casó con su prima Yekaterina Nosenko, a quien conocía desde pequeño. Su matrimonio duró 33 años, pero el verdadero amor de su vida y, después, su compañera hasta la muerte, fue su segunda esposa, Vera de Bosset (1888-1982). Aunque fue un notorio galanteador (se rumoreó que tuvo encuentros con personalidades influyentes como Coco Chanel), Stravinski también fue un hombre familiar que consagró cantidades considerables de su tiempo y dinero a sus hijos. Uno de sus hijos, Sviatoslav Soulima-Stravinski, también fue compositor, pero poco conocido, dada la comparación con su padre.
Cuando Stravinski conoció a Vera a inicios de los años 20, ella estaba casada con el pintor y diseñador de escenarios Serguéi Sudeikin. Como pronto empezaron a tener encuentros amorosos, Vera dejó a su marido al cabo de un tiempo. Desde ese momento y hasta la muerte de Yekaterina (1939) Stravinski llevó una vida doble, invirtiendo parte de su tiempo con su primera familia y el resto con Vera. Yekaterina advirtió la relación y la aceptó como inevitable y permanente. Después de su muerte, Stravinski y Vera se casaron en Nueva York, adonde habían viajado desde Francia en 1940 para escapar de la Segunda Guerra Mundial.
El patrocinio nunca estuvo lejos. En los comienzos de la década de 1920 Leopold Stokowski le dio un apoyo regular a Stravinski como benefactor anónimo. El compositor también pudo atraer encargos: la mayoría de sus trabajos desde El pájaro de fuego en adelante fueron escritos para ocasiones específicas y se pagaron generosamente.
Demostrando su aptitud para desempeñar el rol de «hombre de mundo», Stravinski adquirió un instinto perspicaz para las cuestiones de negocio, lo que le permitió aparecer relajado y cómodo en muchas de las ciudades mayores del mundo. En París, Venecia, Berlín, Londres y Nueva York era recibido con los mayores respetos como un exitoso pianista y director. La mayoría de las personas que lo conocieron a través de conversaciones personales y de sus actuaciones lo recuerda como cortés, atento y preocupado por los demás. Por ejemplo, Otto Klemperer, quien conocía bien a Arnold Schoenberg, dijo que él siempre encontró a Stravinski mucho más cooperativo y fácil de tratar que Schoenberg. Al mismo tiempo, tenía un menosprecio por las «clases sociales inferiores»: Robert Craft se avergonzaba por su hábito de golpear un vaso insistentemente con un tenedor y exigir ruidosamente la atención en los restaurantes.

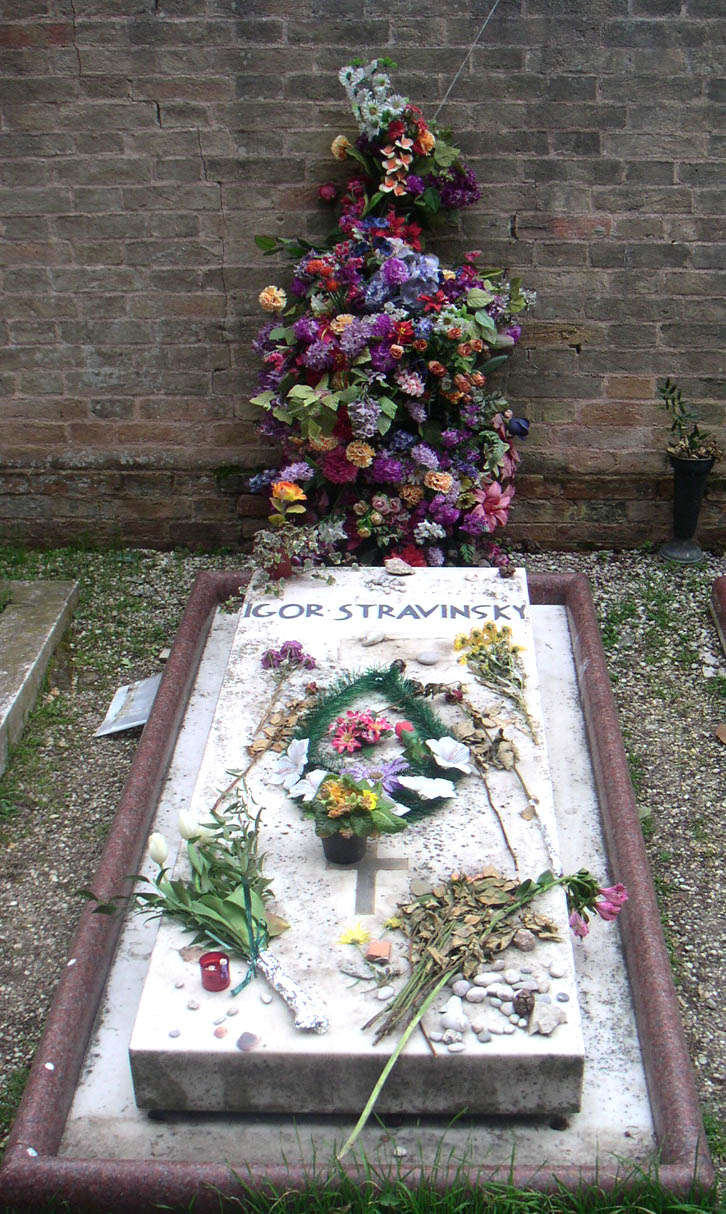
Tumba de Stravinski en San Michele, Venecia, sector ortodoxo.

Finalmente, el futuro musical de Stravinski fue noticia por Serguéi Diáguilev, el director de los Ballets Rusos en París. Encargó a Stravinski un ballet para su teatro, por lo que este viaja a París en 1911. Ese ballet terminó siendo el famoso L'oiseau de feu (El pájaro de fuego). Sin embargo, debido a la Primera Guerra Mundial, se trasladó a la neutral Suiza en 1914. Volvió a París en 1920 para escribir más ballets así como muchos otros trabajos. Posteriormente viajó a Estados Unidos en 1939, donde se nacionalizó ciudadano en 1945. Continuó viviendo en Estados Unidos hasta su muerte en 1971.
Stravinski se había adaptado a la vida en Francia, pero al trasladarse a América, a la edad de 58 años, se encontró con una situación muy diferente. Durante un tiempo intentó atraer a sus amigos y contactos rusos, pero al poco tiempo comprendió que esto no sostendría su vida intelectual y profesional en EE. UU. Cuando planeó escribir una ópera con W. H. Auden, la necesidad de adquirir más familiaridad con el mundo angloparlante coincidió con el encuentro con el director y musicólogo Robert Craft, quien vivió con Stravinski hasta su muerte, actuando como intérprete, cronista, director auxiliar y factótum para una infinidad de tareas musicales y sociales.
El gusto de Stravinski por la literatura fue amplio y refleja su deseo constante de nuevos descubrimientos. Los textos y las fuentes literarias para su trabajo empezaron con un período de interés en el folclore ruso, que progresaron a los autores clásicos y a la liturgia Latina. A esto le siguió el contemporáneo francés André Gide (en Persephone), para llegar finalmente a la literatura inglesa: Auden, Eliot y versos medievales ingleses. Al final de su vida estaba incluso utilizando escrituras hebreas en Abraham e Isaac.
Murió en Nueva York el 6 de abril de 1971 a la edad de 88 años y fue enterrado en Venecia en el cementerio de la isla de San Michele. Su tumba está cerca de la de su antiguo colaborador Diáguilev. La vida de Stravinski abarcó la mayor parte del siglo XX, incluyendo muchos estilos de música clásica moderna, y su obra influyó a muchos compositores durante su vida y después de su muerte. Una estrella en el Paseo de la Fama de Hollywood, en Hollywood Boulevard 6340, está colocada a su nombre.

## Obra

### Períodos estilísticos
La carrera de Stravinski pasa por tres grandes períodos estilísticos distintos, por lo que la mayoría de sus composiciones pueden ser consideradas como parte de alguno de ellos.

#### Período ruso
El primero de los períodos estilísticos mayores de Stravinski (excluyendo algunos trabajos menores tempranos) fue inaugurado por los tres ballets que compuso para Diáguilev. Estos ballets tienen varias características compartidas: están hechos para ser interpretados por orquestas sumamente grandes; los temas y motivos argumentales se basan en el folclore ruso; y llevan la marca de Rimski-Kórsakov tanto en su desarrollo como en su instrumentación.
El primero de los ballets, El pájaro de fuego, es notable por su inusual introducción (tríos de cuerdas bajas) y barrido de la orquestación. Petrushka, también se anota distintamente y es el primero de los ballets de Stravinski que utiliza la mitología folclórica rusa. Pero es en el tercer ballet, La consagración de la primavera, el que generalmente es considerado la apoteosis del período ruso de Stravinski. Aquí, el compositor utiliza la brutalidad de la Rusia pagana, reflejando estos sentimientos en la agresiva interpretación, armonía politonal y ritmos abruptos que aparecen a lo largo del trabajo. Hay varios pasajes famosos en esta obra, pero dos son de nota particular: el primer tema basado en los sonidos del fagot con las notas en el límite de su registro, casi fuera de rango; y el ataque rítmicamente irregular (utilizando el recurso típico del período ruso stravinskiano de tomar una célula rítmica breve e ir desplazando su acentuación) de dos acordes superpuestos utilizando solo el talón del arco por las cuerdas y haciendo más evidente la reorganización permanentemente cambiante del motivo inicial, duplicando con los bronces los acordes que resultan acentuados cada vez (véase La consagración de la primavera para un análisis más detallado de este trabajo).
Otras piezas de este período incluyen: Renard (1916), Historia de un soldado (Histoire du soldat) (1918), Mavra (1922), y Las bodas (Les Noces) (1923), instrumentada para la original combinación de cuatro pianos y percusión, con participación vocal. En estas obras el músico llevó al límite la herencia de la escuela nacionalista rusa hasta prácticamente agotarla.

#### Período neoclásico
La siguiente fase del período composicional de Stravinski, solapando al primero ligeramente, es marcado por el ballet Pulcinella (1920). Este trabajo ofrece lo que será un sello de este período; es decir, el retorno de Stravinski, o «vuelta atrás» a la música clásica de Mozart, Bach y sus contemporáneos. Este estilo neoclásico, que de hecho nació como una oposición al arrebatado subjetivismo del romanticismo y el expresionismo germánico, involucró el abandono de las grandes orquestas exigido por los ballets. En estas nuevas obras, escritas aproximadamente entre 1920 y 1951, Stravinski se vuelca mayoritariamente hacia los instrumentos de viento, piano, coros y trabajos de cámara. La Sinfonía para instrumentos de viento (1920) y el Octeto para instrumentos de viento (1923) están entre los trabajos más finos compuestos para vientos.
Otros trabajos como Oedipus Rex (1927), Apolo Musageta (Apollon Musagéte) (1928) y el Concierto en Mi bemol (Dumbarton Oaks) (1938), continúan esta tendencia.
Algunos trabajos mayores de este período son las tres sinfonías: la Sinfonía de los Salmos (Symphonie des Psaumes) (1930), Sinfonía en Do (1940) y Sinfonía en tres movimientos (1945). Apolo Musageta, Perséfone (1934) y Orfeo (1948) también marcan la preocupación de Stravinski, durante este período, no solo de volver a la música clásica sino también a los temas clásicos, concretamente, la mitología griega.
El pináculo de este período es la ópera The Rake's Progress, completada en 1951. Esta ópera, escrita por W. H. Auden y basada en las pinturas y grabados de William Hogarth, encapsula todo lo que Stravinski había perfeccionado en los 30 años anteriores a su período neoclásico. La música es directa pero rara; pide prestado de la armonía tonal clásica pero también interpone disonancias sorprendentes; ofrece las células y los motivos rítmicos desplazados de la marca de fábrica de Stravinski; y recuerda a las óperas y temas de Monteverdi, Gluck y Mozart.
Después de la realización de esta ópera, Stravinski no escribió nunca más otro trabajo neoclásico, comenzando a escribir la música que vendría a definir su cambio estilístico final.

#### Período dodecafónico

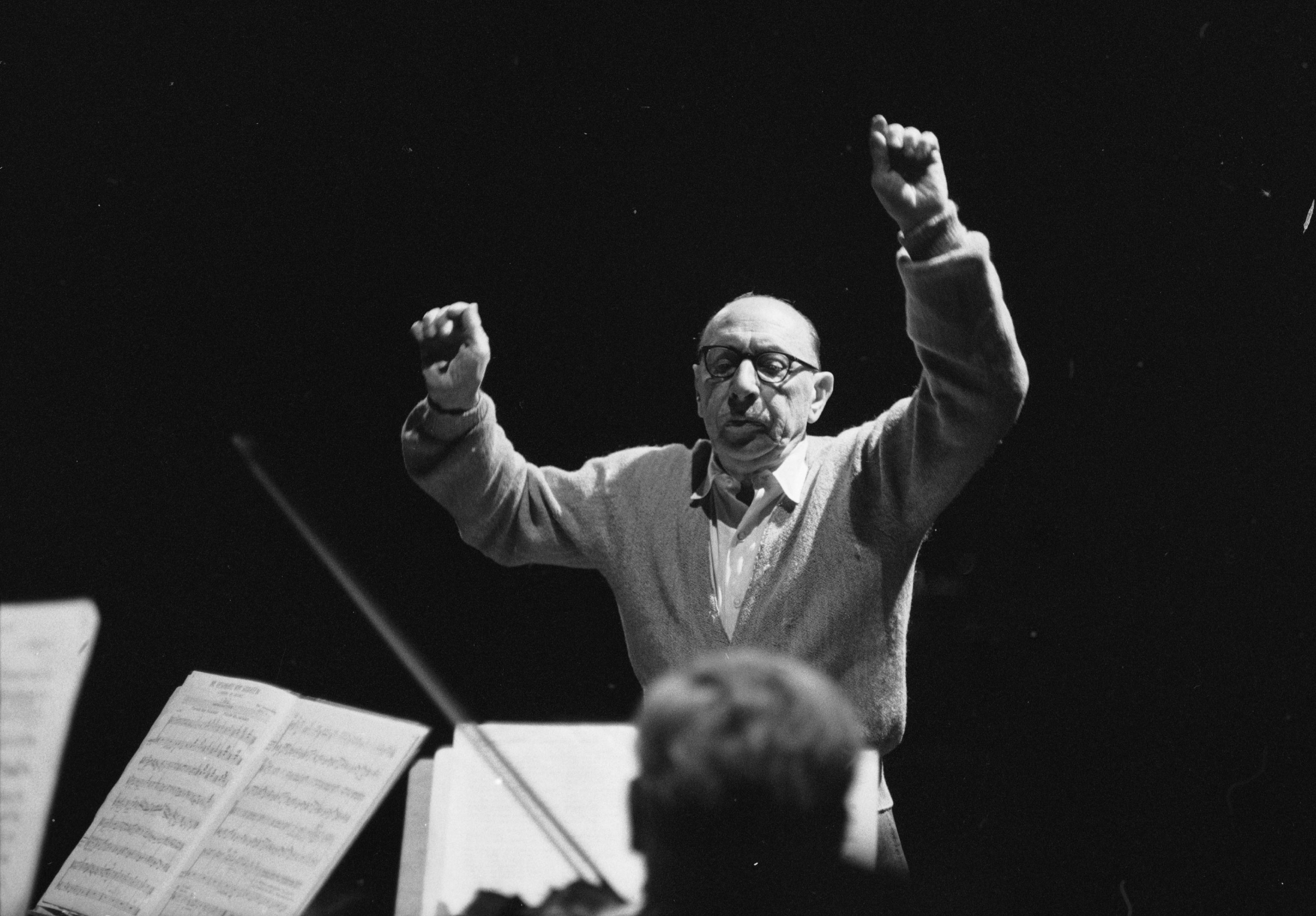
Ígor Stravinski en Zúrich, 1961.

Solo después de la muerte de Arnold Schoenberg, el inventor del dodecafonismo, en 1951, Stravinski empieza a utilizar esta técnica en sus propios trabajos. Sin duda, Stravinski se ayudó en su comprensión, e incluso su conversión, al método de los doce tonos en su confidente y ayudante Robert Craft, quien había estado defendiendo este método musical. De esta forma, los siguientes quince años fueron empleados en escribir trabajos en este estilo.
Stravinski empezó a impregnarse de la técnica dodecafónica en los primeros trabajos vocales más pequeños como Cantata (1952), Tres canciones de Shakespeare (1953) e In Memoriam Dylan Thomas (1954), como si estuviera probando el método. Él posteriormente empezó expandiendo el uso de la técnica en obras a menudo basadas en textos bíblicos como Canticum sacrum y Threni (1958), A Sermon, a Narrative and a Prayer (1961), y El diluvio (1962). Además durante esta etapa sobresalen títulos como Movimientos para piano y orquesta (1959), Monumentum pro Gesualdo y Requiem canticles (1966), aunque ninguno de estos ha obtenido el nivel de aceptación de las obras de las dos épocas precedentes.
Un trabajo importante de transición de este período en las obras de Stravinski, es su retorno al ballet: Agon, un trabajo para doce bailarines escrito entre 1954 y 1957. Algunos números de Agon recuerdan la tonalidad de la «nota-blanca» del período neoclásico, mientras otros (el Bransle Gay, por ejemplo) el despliegue de su reinterpretación única del método serial. El ballet es así una clase de enciclopedia en miniatura de Stravinski, conteniendo muchas de las firmas que pueden ser halladas a lo largo de sus composiciones, primitivismo, neoclasicismo, o serialismo: peculiaridad rítmica y experimentación, ingeniosidad armónica, y un oído ágil para la orquestación impetuosa y autoritaria. De hecho, estas características son lo que hace que las producciones de Stravinski sean tan únicas cuando se comparan con las obras de compositores seriales contemporáneos.

### Influencia e innovación
El trabajo de Stravinski abrazó múltiples estilos compositivos, revolucionando la orquestación y abarcando varios géneros; prácticamente reinventó el ballet en su forma, incorporando múltiples culturas, idiomas y literaturas. Como consecuencia, su influencia en otros compositores fue considerable durante su vida y sigue siéndolo después de su muerte.

#### Innovaciones compositivas
Stravinski comenzó a repensar el uso del motivo musical y el ostinato ya en el ballet El pájaro de fuego, pero el uso de estos elementos alcanzó su cenit en La consagración de la primavera.
Los motivos, que se desarrollan en una frase musical distintiva que es seguidamente alterada y desarrollada a lo largo de una pieza musical, tienen sus orígenes en la sonata de la época clásica. El primer gran innovador en este método fue Beethoven;[cita requerida] el motivo rítmico famoso que abre la Quinta sinfonía reaparece sorpresivamente a lo largo de la obra, siendo las permutaciones refrescantes un ejemplo típico. Sin embargo, el uso de Stravinski en el desarrollo de los motivos era único sobre todo por la manera que tenía de permutarlos. En La consagración de la primavera introduce permutaciones aditivas, es decir, quita o agrega una nota a un motivo sin tener en cuenta los cambios en la métrica.
Este ballet también es notable por el uso implacable de los ostinati. El pasaje más famoso, mencionado anteriormente, es el ostinato rítmico de las cuerdas, con acordes acentuados ocasional e irregularmente por ocho trompas, que aparecen en Augurios primaverales (danzas de las adolescentes), segundo número de la primera parte, Adoración de la Tierra, del ballet. Este es quizás el primer caso en la música del ostinato extendido que no se usa ni para la variación ni para el acompañamiento de la melodía. En otros diversos momentos de la obra de Stravinski este emplea varios ostinati sin tener en cuenta la armonía o el tempo de la obra, creando un pastiche, una clase de equivalente musical al cubismo en la pintura. Estos pasajes no solo son notables por su calidad-pastiche sino también por su longitud: Stravinski los trata como un todo, como secciones musicales completas.
Tales técnicas figuraron durante varias décadas en obras minimalistas de compositores como Terry Riley y Steve Reich.

#### Neoclasicismo
Stravinski no fue el primer practicante del estilo neoclásico; de hecho el compositor alemán Richard Strauss podría ser el primero y más grande ejemplo (compuso la mozartiana El caballero de la rosa en 1910, cuando Stravinski aún estaba empezando las obras de su período ruso). También Maurice Ravel compuso entre 1914 y 1919 su obra Tombeau du Couperin, una de las primeras y más importantes obras de este estilo. Otros, como Max Reger, estaban componiendo a la manera de Bach mucho antes que Stravinski, pero ciertamente este último fue un músico neoclásico inteligente. El estilo neoclásico se adoptaría después por compositores tan diversos como Darius Milhaud y Aaron Copland. Serguéi Prokófiev una vez reprendió a Stravinski por sus amaneramientos neoclásicos, aunque simpáticamente, ya que Prokófiev había utilizado música similar para su Sinfonía n.º 1 de 1916-17.
Stravinski anunció su nuevo estilo en 1923 con su delicada obra para vientos Octeto. Las armonías claras, recordando la era de la música clásica de Mozart y barroca de Bach, y las combinaciones más simples de ritmo y melodía eran una contestación directa a las complejidades de la Segunda Escuela de Viena. Stravinski puede haber sido precedido en estos temas por compositores más tempranos como Erik Satie, pero no existe ninguna duda de que cuando Copland estaba componiendo su ballet Appalachian Spring estaba tomando a Stravinski como modelo.
Ciertamente de forma tardía, entre 1920 y 1930, el neoclasicismo fue aceptado como género moderno prevaleciendo entre los círculos musicales alrededor del mundo. Irónicamente, fue el propio Stravinski quien anunció la muerte del neoclasicismo al menos en su propio trabajo, y tal vez para el mundo, con la realización de su ópera The Rake's Progress en 1951. Una suerte de declaración última para el estilo, la ópera fue ampliamente ridiculizada por parecer en demasía una vuelta atrás incluso por aquellos que habían alabado el nuevo estilo solo tres décadas antes.

## Personalidad

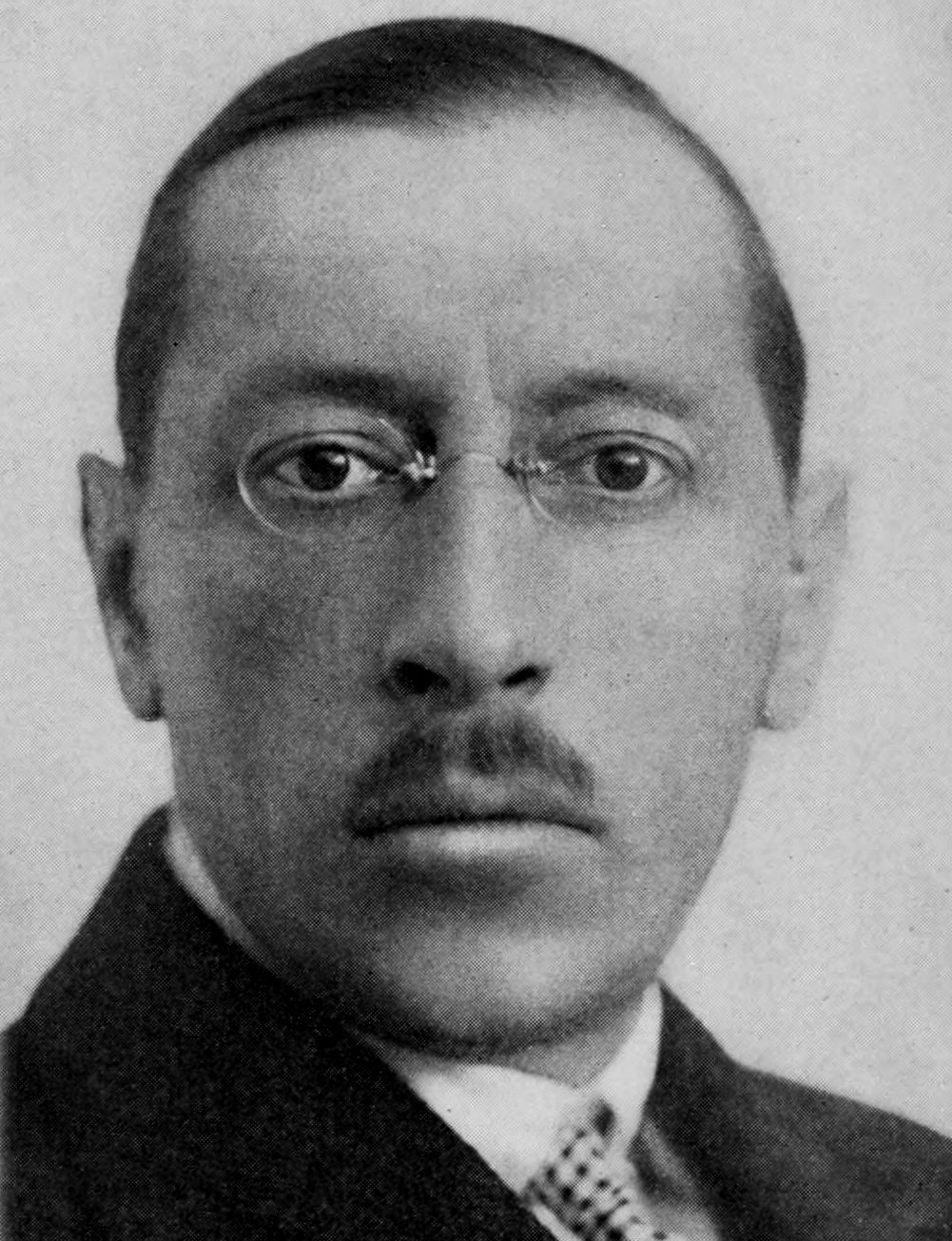
Ígor Stravinski reflejaba su deseo constante por nuevos descubrimientos.

Stravinski mostró un gusto amplio por la literatura que reflejaba su deseo constante por nuevos descubrimientos. Los textos y loras fuentes literarias de su obra comenzaron por el interés del período del folklore ruso, siguiendo por los autores clásicos y la liturgia latina, pasando por la Francia contemporánea (André Gide, en Perséphone) y finalmente por la literatura inglesa, incluyendo Wystan Hugh Auden, T. S. Eliot y el verso medieval inglés. También tuvo un deseo inagotable de explorar y aprender sobre el arte, que se manifestó en varias de sus colaboraciones en París. No solo fue el compositor principal de Ballets Rusos de Serguéi Diáguilev, sino que también colaboró con Picasso (Pulcinella, 1920), Jean Cocteau (Edipo rey, 1927) y George Balanchine (Apollo, 1928). Su interés por el arte lo impulsó a desarrollar una fuerte relación con Picasso, a quien conoció en 1917, anunciando que en «un torbellino de entusiasmo artístico y emocional, por fin conocí a Picasso». De 1917 a 1920, ambos participaron en un diálogo artístico por el que intercambiaron pequeñas obras de arte entre sí como un signo de intimidad, incluido el famoso retrato de Stravinski de Picasso y el Boceto de música para clarinete de Stravinski. Acercaron su espacio colaborativo en Pulcinella.
Según Robert Craft, Stravinski fue un monárquico convencido a lo largo de su vida y odió a los bolcheviques desde el principio. En 1930, comentó: «No creo que nadie venere a Mussolini más que yo […] Conozco a muchos personajes exaltados, y la mente de mi artista no se reduce a cuestiones políticas y sociales. Muchos hombres, más o menos representativos, tienen un impulso abrumador de rendir homenaje al Duce. Él es el salvador de Italia y —esperemos— que de Europa». Más tarde, después de una audiencia privada con Mussolini, añadió: «A menos que mis oídos me engañen, la voz de Roma es la voz de Duce. Le dije que me sentía fascista […] A pesar de estar muy ocupado, Mussolini me hizo el gran honor de conversar conmigo durante tres cuartos de hora, hablamos de música, arte y política». «Cuando los nazis colocaron las obras de Stravinski en la lista de Entartete Musik, presentó un llamamiento formal para establecer su genealogía rusa y declaró: "Detesto todo el comunismo, el marxismo, el execrable monstruo soviético, y también todo el liberalismo, la democratización, el ateísmo, etc."». Hacia el final de su vida, en 1962, a instancias de Craft, Stravinski hizo una visita de regreso a su país natal y compuso una cantata en hebreo, viajando a Israel para su actuación.
Stravinski demostró ser experto en interpretar el papel de un hombre de mundo, adquiriendo un instinto agudo para asuntos de negocios, y aparentemente relajado y cómodo en público. Su exitosa carrera como pianista y director de orquesta lo llevó a muchas de las principales ciudades del mundo, incluyendo París, Venecia, Berlín, Londres, Ámsterdam y Nueva York y fue conocido por su manera cortés, amable y servicial. Stravinski era reputado por haber sido promiscuo y se rumoreó por haber tenido aventuras con personas de alto estatus social, tales como Coco Chanel. Él nunca se refirió a sí mismo, pero Chanel habló extensamente sobre el supuesto caso a su biógrafo Paul Morand en 1946; la conversación fue publicada treinta años más tarde. La exactitud de las afirmaciones de Chanel ha sido cuestionada tanto por la viuda de Stravinski, Vera, como por Craft. La casa de moda Chanel, afirma que no hay evidencias de que haya habido ninguna aventura entre Chanel y Stravinski. Una ficción del supuesto asunto formó la base de la novela Coco e Ígor (2002), y una película, Coco Chanel & Igor Stravinsky (2009). A pesar de estas presuntas relaciones amorosas, Stravinski fue considerado un hombre de familia y dedicado a sus niños.

## Religión
Stravinski fue un miembro devoto de la Iglesia ortodoxa rusa durante la mayor parte de su vida, diciendo una vez que: «La música alaba a Dios. La música es mejor o es más capaz de alabarlo que el edificio de la iglesia y toda su decoración; es el ornamento más grande de la Iglesia».
Aunque Stravinski no hablaba abiertamente sobre su fe, fue un hombre profundamente religioso durante algunos períodos de su vida. Cuando era niño, fue criado por sus padres bajo la Iglesia ortodoxa rusa. Fue bautizado al nacer, y luego se rebeló en contra de la iglesia y la abandonó al llegar a la edad de 14 o 15 años. Durante el surgimiento de su carrera, se separó del [cristianismo] y no fue sino hasta llegar a sus 40 años que experimentó una crisis espiritual. Luego de hacerse amigo de un sacerdote ortodoxo ruso, el padre Nicolás, después de mudarse a Niza en 1924, se conectó nuevamente con su fe. Se unió nuevamente a la Iglesia ortodoxa rusa y permaneció comprometido con su fe cristiana. Robert Craft señalaba que Stravinski solía rezar a diario antes y después de componer, y también cuando encontraba dificultades. Cuando su vida se acercaba ya a su final, no le era posible asistir a la iglesia. Cuando tenía más de 70 años, Stravinski dijo: 

No puedo evaluar ahora los eventos que, al final de esos treinta años, me hicieron descubrir la necesidad de la creencia religiosa. No asumí esta inclinación a través de la razón. Aunque admiro el pensamiento estructurado de la Teología (la prueba de Anselmo en el Fides quaerens intellectum, por ejemplo) en lo que respecta a la religión, no es más que ejercicios de contrapunto en lo que respecta a la música. No creo en puentes de razonamiento ni en ninguna forma de extrapolación en asuntos religiosos. ... Sin embargo, puedo decir que durante algunos años antes de mi «conversión», un clima de aceptación había sido cultivado en mí al leer los evangelios y otra literatura religiosa.

## Recepción

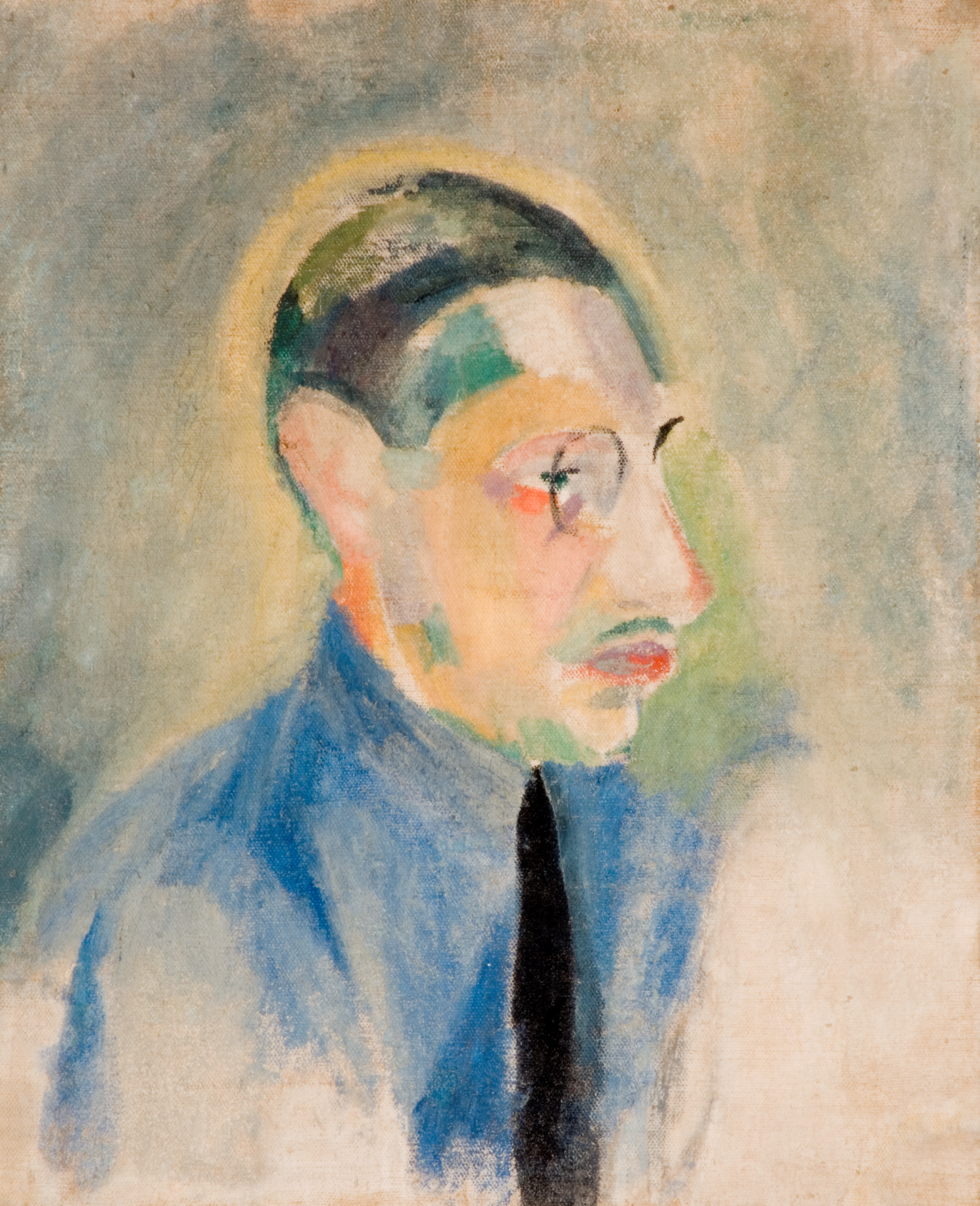
Retrato de Stravinski, de Robert Delaunay en la colección Garman Ryan.

Si la intención declarada de Stravinski era «enviarlos a todos al infierno», entonces puede declararse el estreno de La consagración de la primavera como un éxito para el artista: era una provocación a la música clásicorromántica y Stravinski se refirió a él en varias ocasiones en su autobiografía como un escándalo. Hay informes de puñetazos en la audiencia y la necesidad de presencia policial durante el segundo acto. La verdadera magnitud del tumulto está abierto a debate y los informes pueden ser apócrifos. En 1923, Erik Satie escribió un artículo sobre Ígor Stravinski en Vanity Fair. Ese mismo año, Stravinski fue nombrado por la revista Time como una de las cien personas más influyentes.  Además del reconocimiento que recibió por sus composiciones, alcanzó fama como pianista y director de orquesta, a menudo, en los estrenos de sus obras.
Satie había conocido a Stravinski por primera vez en 1910. En el artículo publicado, Satie argumentó que medir la «grandeza» de un artista comparándolo con otros artistas, es como si hablara de la «verdad», es ilusorio y cada pieza de música debe ser juzgada por sus propios méritos y no comparándola con las normas de otros compositores. Eso fue exactamente lo que hizo Jean Cocteau cuando criticó de manera lamentable a Stravinski en su libro de 1918, Le Coq et l'Arlequin.
Según The Musical Times en 1923:

Todas las señales indican una fuerte reacción contra la pesadilla del ruido y la excentricidad que fue uno de los legados de la guerra... ¿Qué (por ejemplo) se ha convertido en las obras que componían el programa del concierto Stravinski, que creó tal conmoción hace unos años? Prácticamente todo la colección ya está en la estantería, y permanecerán allí hasta que unos neuróticos hastiados sientan una vez más el deseo de comer despojos y llenar su vientre con el viento del este.

En 1935, el compositor estadounidense Marc Blitzstein comparó a Stravinski con Jacopo Peri y Bach, admitiendo que «no se puede negar la grandeza de Stravinski, sino que no es lo suficientemente grande». La posición marxista de Blitzstein era lograr que Stravinski se «divorciara de la música de otras corrientes de la vida», que es «sintomático de una huida de la realidad», resultó una «pérdida de resistencia», nombrando específicamente Apolo Musageta, Capriccio para piano y orquesta y Le Baiser de la fée.
El compositor Constant Lambert describió piezas como Historia del soldado diciendo que contiene una «abstracción fundamentalmente insensible». Lambert seguía: «los fragmentos melódicos de Historia del soldado son completamente insignificantes. Son meras sucesiones de notas que pueden dividirse cómodamente en grupos de tres, cinco y siete, y se oponen a otros grupos matemáticos» y describió la cadencia para los tambores solistas como una «pureza musical […] alcanzada por una especie de castración musical».
En el libro Filosofía de la nueva música en 1949, Theodor Adorno describió a Stravinski como un acróbata y habló de rasgos de esquizofrenia desorganizada y psicótica en varias de las obras de Stravinski. Contrariamente a un concepto erróneo común, Adorno no creía que las imitaciones de esquizofrenia desorganizada y psicótica que la música debía contener fueran su principal defecto, como señaló en una nota final que añadió posteriormente a su libro. La crítica de Adorno a Stravinski se refiere más a la «transición al optimismo» que Adorno encontró en sus obras neoclásicas. Parte del error del compositor, en opinión de Adorno, fue su neoclasicismo, pero de mayor importancia fue la «falsa adaptación (pseudomorfismo) de la pintura» en su música, interpretando el espacio de tiempo en lugar de la duración del tiempo, de Henri Bergson. Según Adorno, «una baza caracteriza todos los esfuerzos formales de Stravinski: el ahínco de su música para retratar el tiempo como en un cuadro de circo, y para presentar tiempos complejos como si fueran espaciales». Este truco, sin embargo, pronto se agota. Que los «procedimientos rítmicos se parecen mucho al esquema de las condiciones catatónicas. La seguridad esquizofrénica, el proceso por el cual el aparato motor se independiza lleva a la repetición infinita de gestos o palabras, siguiendo la decadencia del ego».
La reputación de Stravinski en Rusia y la URSS, subió y bajó. La interpretación de su música estuvo prohibida aproximadamente desde el año 1933 hasta 1962, año en que Nikita Jruschov lo invitó a una visita oficial de estado en la URSS. En 1972, la ministra soviética de Cultura, Ekaterina Fúrtseva, hizo una declaración oficial, ordenando a los músicos soviéticos «estudiar y admirar» la música de Stravinski y ella hizo una ofensiva desfavorable hacia ésta.